# Pseudojuloides argyreogaster
Pseudojuloides argyreogaster là một loài cá biển thuộc chi Pseudojuloides trong họ Cá bàng chài. Loài này được mô tả lần đầu tiên vào năm 1867.

## Từ nguyên
Từ định danh argyreogaster trong tiếng Latinh có nghĩa là "bụng ánh bạc" (argyreos: "ánh màu bạc" + gaster: "bụng"), có lẽ hàm ý đề cập đến dải màu trắng ở mỗi bên bụng trên mẫu vật.

## Phạm vi phân bố và môi trường sống
P. argyreogaster có phạm vi phân bố ở Tây Nam Ấn Độ Dương. Loài này được tìm thấy dọc theo bờ biển Đông Phi, từ Nam Somalia đến Bắc Mozambique, bao gồm cả các đảo Zanzibar, Aldabra, quần đảo Comoro và Seychelles.
Ở Aldabra, loài này được quan sát là sống trong các thảm cỏ biển ở vùng gian triều, độ sâu đến 6 m.

## Mô tả
P. argyreogaster có chiều dài cơ thể tối đa được ghi nhận là gần 8,8 cm. Cá đực màu xanh lục sẫm, nhiều sắc nâu ở lưng và ánh màu vàng hơn ở bụng; vảy trên cơ thể có viền màu tím nhạt. Đầu có nhiều vệt sọc màu xanh lam (nhưng không có ở cá cái). Mống mắt màu cam với một vòng màu xanh lam bao quanh con ngươi. Vây lưng và vây hậu môn màu xanh lục với các đốm nhỏ màu cam; vây lưng hai giới phớt màu xanh lục. Vây đuôi màu cam nhạt (màu lục nhạt hơi phớt cam ở cá cái). Vây ngực trong suốt với một đốm màu sẫm ở gốc. Vây bụng màu hồng (trong suốt ở cá cái).
Số gai ở vây lưng: 9; Số tia vây ở vây lưng: 12; Số gai ở vây hậu môn: 3; Số tia vây ở vây hậu môn: 12; Số tia vây ở vây ngực: 12; Số gai ở vây bụng: 1; Số tia vây ở vây bụng: 5.

### Trích dẫn
- "A Revision of the Labrid Fish Genus Pseudojuloides, with Descriptions of Five New Species" (PDF). Pacific Science. Quyển 35 số 1. 1981. tr. 51–74. {{Chú thích tạp chí}}: Đã bỏ qua tham số không rõ |authors= (trợ giúp)